# Wallwitz (Adelsgeschlecht)

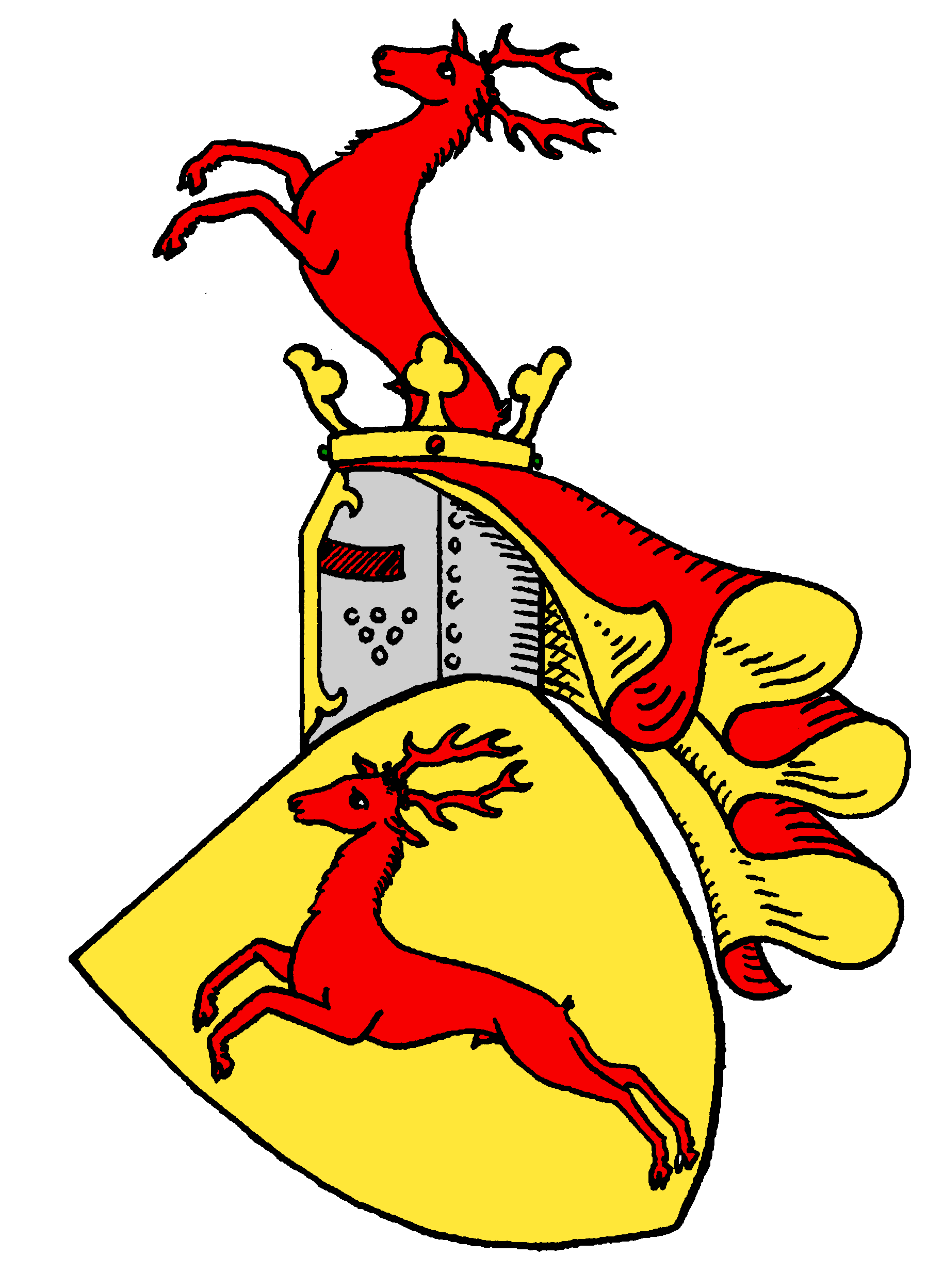
Stammwappen derer von Wallwitz

Wallwitz ist der Name eines sächsisches Adelsgeschlechts, das zum meißnischer Uradel gehört. 

## Geschichte
Das Geschlecht wird urkundlich erstmals 1193 mit Heinricus de Walewiz genannt. Die Stammreihe beginnt mit dem Ritter Peter von Wallwitz (* um 1320, † vor 1396). Der polnisch-kursächsische Kammerherr und Oberstwachtmeister der Kavallerie, nachmaliger Wirklicher Geheimer Rat, Kabinetts- und Konferenzminister Georg Reinhard [Freiherr] von Wallwitz auf Schweikershain wurde am 29. April 1762 in Wien mit der Anrede Hoch- und Wohlgeboren in den Reichsgrafenstand erhoben. Die kursächsische Anerkennung erfolgte am 28. Juli 1762.
Zeitweiser bedeutender Besitz bestand neben Weiterem im Anhaltschen zu Dobritz (1475–1617), Golmengelin (1524–1697), Grimme (1475–1702), Hagendorf (1524–1610), Hundeluft (–1414), Nutha (1617, 1652); in Sachsen zu Borthen (1836–1945), Dammendorf 1748, Gepülzig (1733), Jesewitz (1748), Limbach (1838), Pratau (1550), Russdorf (1475), Groß Salze (1724), Schmorkau (1751–1836), Schloss Schweta (1592, 1604), Slosen (1475), Stockhausen (1590), Wallwitz (1345), Ziegra (1590); in der Niederlausitz: zu Klein Kölzig (1475–1620), Standesherrschaft Straupitz u. a. mit Laasow und Butzen (1615–1655), sowie Kartlow bei Schivelbein 812,0 Hektar in Pommern (1939).
Mit der Heirat 1820 von Gräfin Albertine von Wallwitz (1797–1861), Erbin des Gutes Schweikershain mit dem sächsische Kriegsminister Gustav von Nostitz-Wallwitz (1789–1858), trug sie dieses seit 1718 bei ihrer Familie besitzliche Gut der Familie ihres Gatten zu, die es bis 1845 besessen haben und seit dem 31. Juli 1734 den Namen Nostitz-Wallwitz führten.
Im Raum Dessau war die Familie namensstiftend für den Wallwitzsee, den Wallwitzberg, die Wallwitzburg und den Wallwitzhafen.

## Wappen
Blasonierungen
- Stammwappen: In Gold ein roter springender Hirsch mit zehnendigem Geweih. Auf dem gekrönten Helm mit rot-goldenen Helmdecken der Hirsch wachsend.
- Grafenwappen von 1762: In Gold ein roter springender Hirsch mit zehnendigem Geweih. Auf dem Schild eine Grafenkrone. Darüber auf einem gekrönten Helm mit rot-goldenen Decken der Hirsch wachsend. Als Schildhalter zwei widersehende gekrönte goldene Löwen.

Historische Wappenbilder

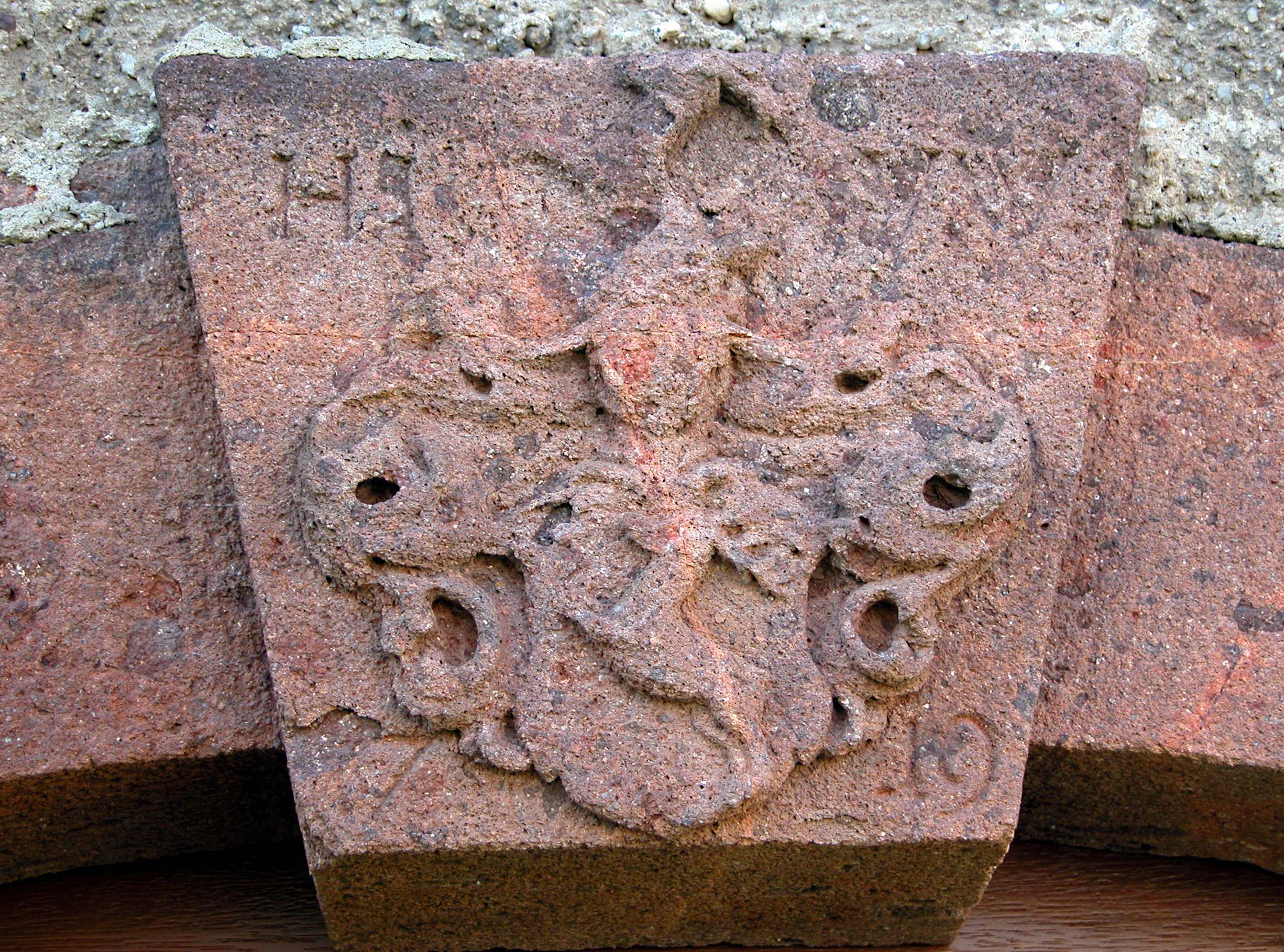
Wappen derer von Wallwitz an der Dorfkirche Schweikershain
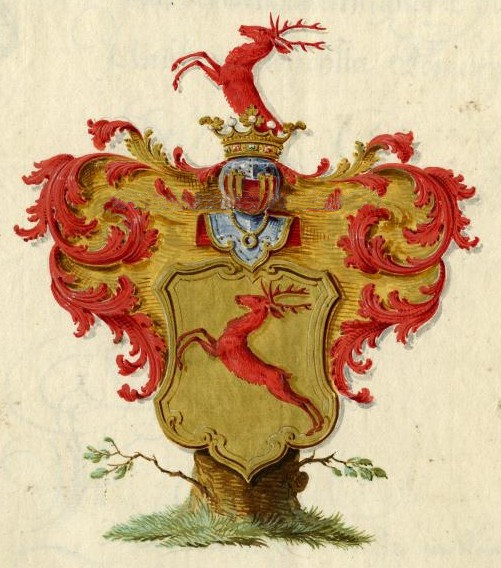
Stammwappen derer von Wallwitz
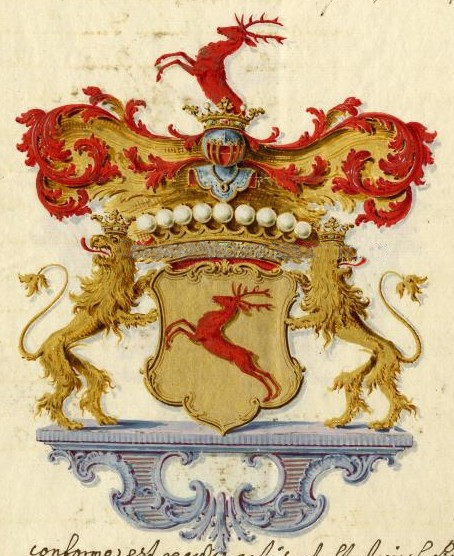
Wappen der Grafen von Wallwitz (1762)

## Angehörige
- Sebastian (Bastian) von Wallwitz, kursächsischer Oberst, 1546 Kommandant der Festung Leipzig, 1547 Stadtkommandant von Leipzig
- Johann von Wallwitz († 1557), Dompropst in Havelberg, Domherr in Magdeburg und Halberstadt
- Hans Joachim von Wallwitz auf Schweikershain, Vertreter der Ritterschaft auf dem sächsischen Landtag 1722
- Helena Dorothea von Schönberg, geb. von Wallwitz (1729–1799), kursächsische Rittergutsbesitzerin
- Nikolaus von Wallwitz (1852–1941), deutscher Botschafter

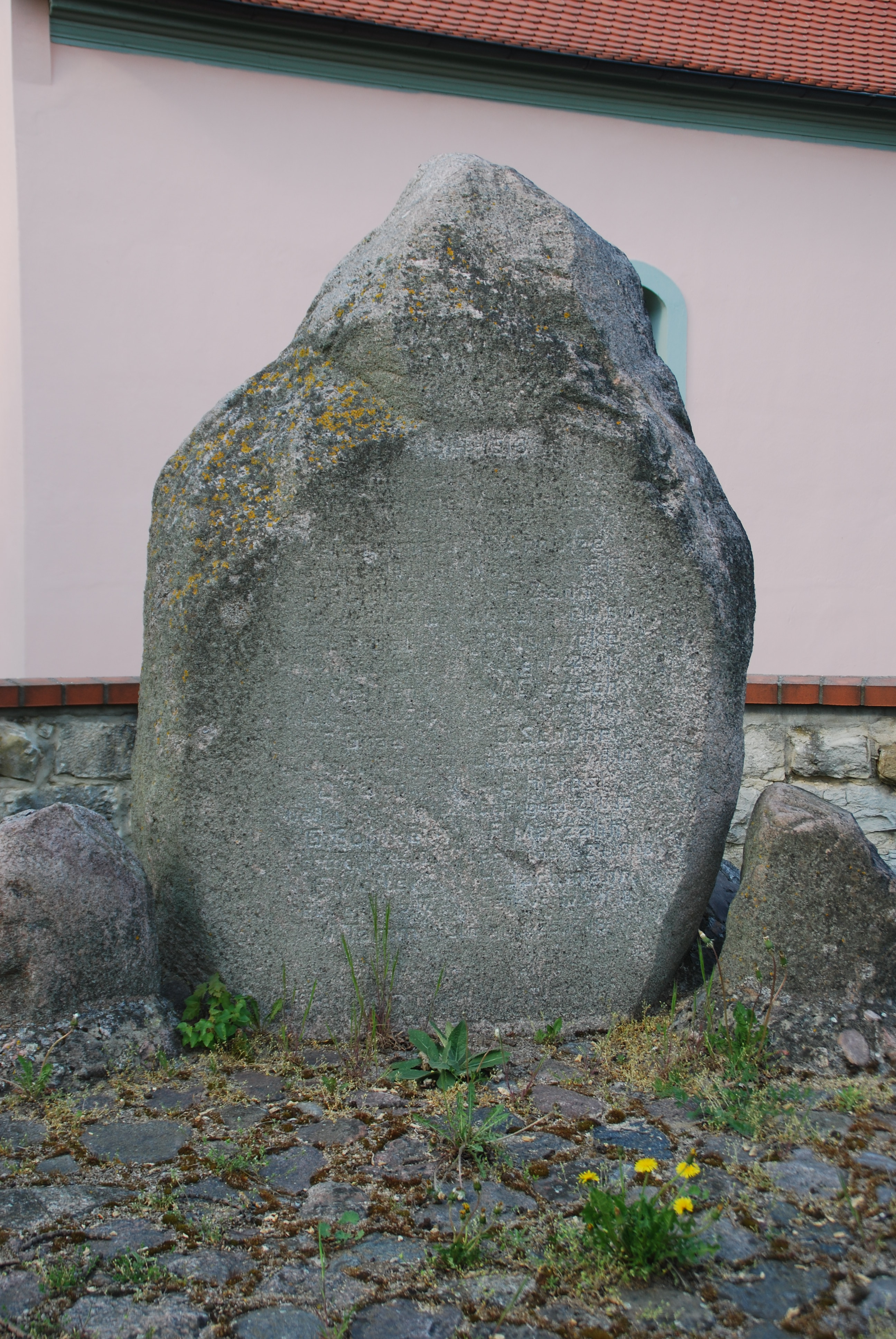
Grabstein des 1712 verstorbenen Rittmeisters von Walwitz, Dorfkirche Vogelsdorf
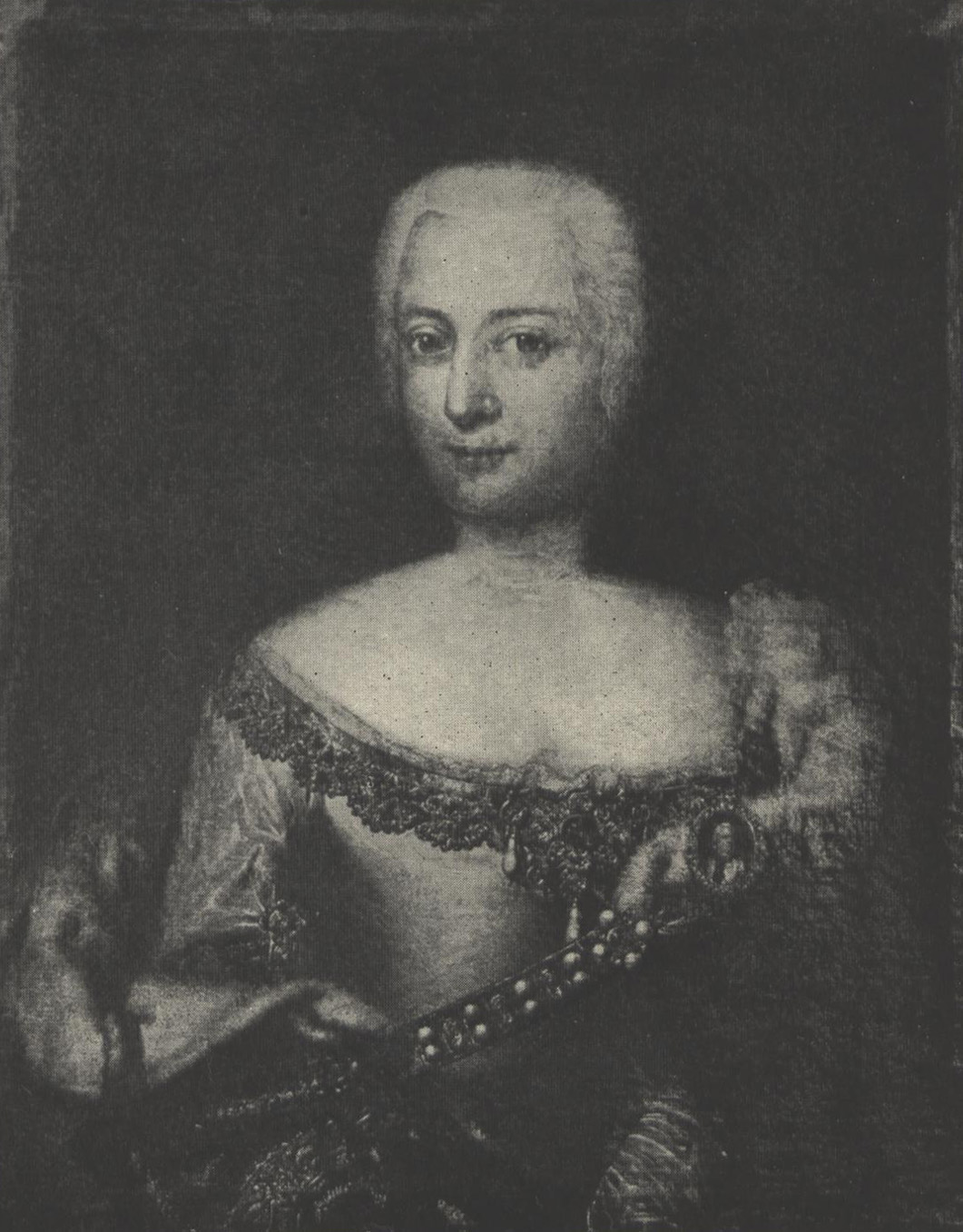
Helena Dorothea von Schönberg, geb. von Wallwitz (1729–1799)

### Mitglieder der Fruchtbringenden Gesellschaft
- Esche von Wallwitz – Nr. 68 der Reizende – (1588–1653), Kammerjunker, Kriegskommissar und Hofmeister von Johann Casimirs von Anhalt-Dessau
- Christoph von Wallwitz – Nr. 193 der Demütige – († 1668), Hofmeister von Ludwig von Anhalt-Köthen
- Hans von Wallwitz – Nr. 457 der Bewegende – (1611–1677)
- Bastian von Wallwitz – Nr. 458 der Gesetzte – († nach 1656), anhaltinischer Lehensträger
- Johann Esche von Wallwitz – Nr. 670 der Verbannende – († 1660), anhalt-bernburgischer Wittumsrat und Hofmeister, sachsen-gothaischer Rat